# Edelgard Bulmahn

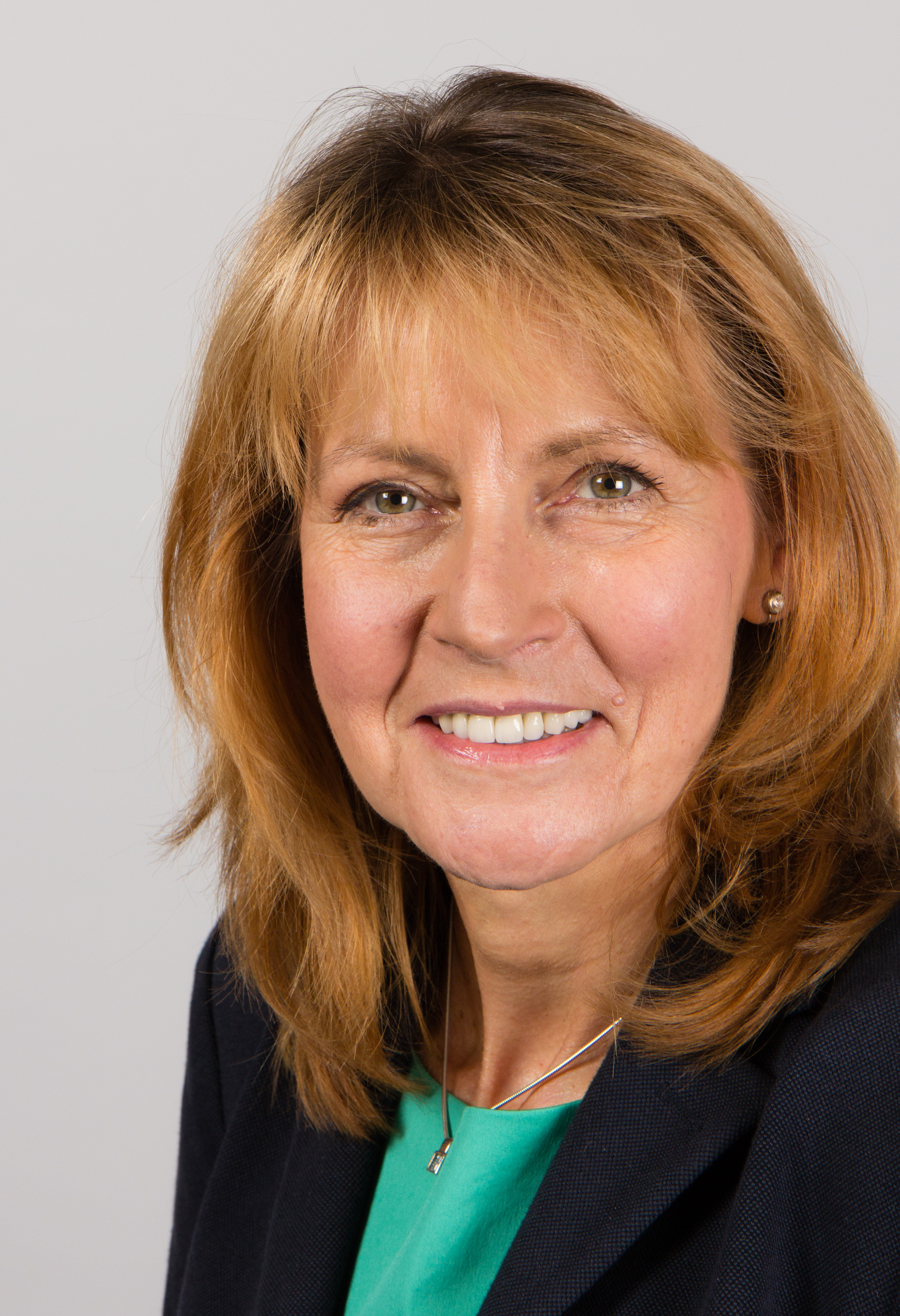
Edelgard Bulmahn (2014)

Edelgard Bulmahn (* 4. März 1951 in Petershagen) ist eine deutsche Politikerin (SPD). Sie war von 1998 bis 2005 Bundesministerin für Bildung und Forschung und von 2005 bis 2009 Vorsitzende des Ausschusses für Wirtschaft und Technologie des Deutschen Bundestages. Zu den in ihrer Zeit als Bildungsministerin initiierten bzw. umgesetzten Reformen gehören der Ausbau der Ganztagsschule, die Bologna-Reform und die Exzellenzinitiative. In der 17. Wahlperiode war sie Mitglied des Auswärtigen Ausschusses des Deutschen Bundestages. Von 2013 bis 2017 war sie Vizepräsidentin des Deutschen Bundestages. Mit Ablauf der Legislaturperiode beendete sie ihre parlamentarische Arbeit im Jahr 2017.

## Leben und Beruf
Die Tochter eines Binnenschiffers und einer Friseurin wechselte nach acht Jahren Volksschule an das Aufbaugymnasium Petershagen. Nach dem Abitur im Jahr 1972 verbrachte Edelgard Bulmahn zunächst ein Jahr im Kibbuz „Bror Chail“ in Israel. Danach begann sie ein Lehramtsstudium der Politikwissenschaft und der Anglistik in Hannover. Im Jahr 1978 bestand sie das erste und 1980 das zweite Staatsexamen für das Lehramt an Gymnasien. Seitdem war sie als Studienrätin an der Lutherschule Hannover tätig. Edelgard Bulmahn ist seit 1979 mit Joachim Wolschke-Bulmahn verheiratet.

## Parteikarriere und Abgeordnetentätigkeit

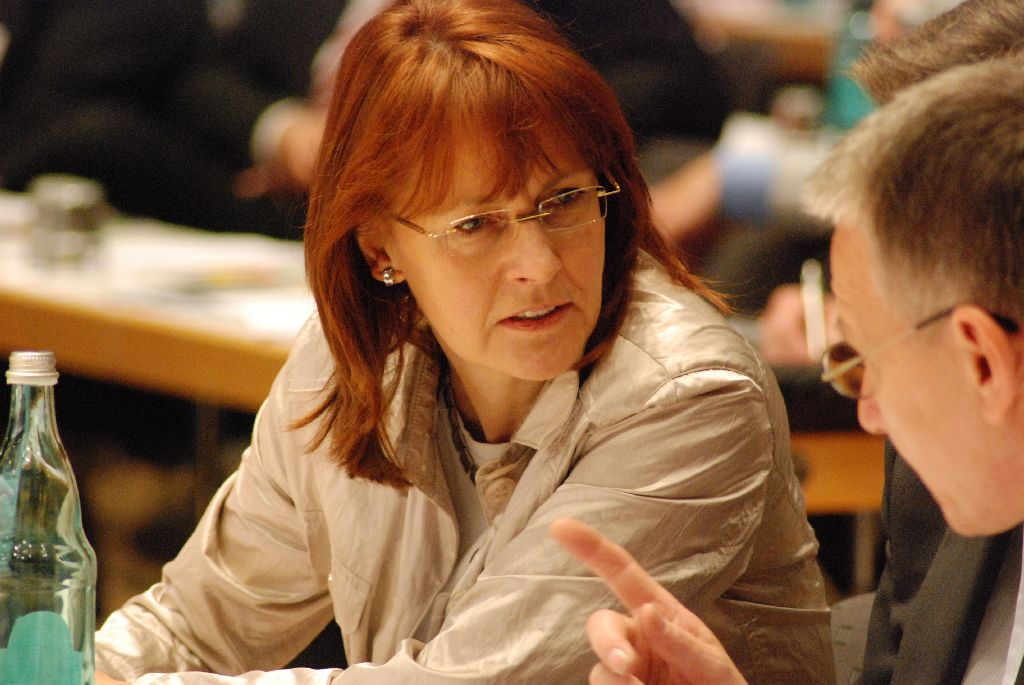
Bulmahn bei der Landesvertreterversammlung der niedersächsischen SPD zur Bundestagswahl 2009

Seit 1969 ist Edelgard Bulmahn Mitglied der SPD. Von 1981 bis 1986 war sie Bezirksratsfrau im Stadtbezirk Linden-Limmer. Seit 1987 war sie Mitglied des Deutschen Bundestages, von 1987 bis 1989 stellvertretende Vorsitzende der Enquete-Kommission „Technikfolgen-Abschätzung und -Bewertung“. Seit 1991 war sie Mitglied im Vorstand der SPD-Bundestagsfraktion, von 1993 bis 2011 Mitglied im SPD-Parteivorstand und von 2001 bis 2011 Mitglied im Präsidium der SPD. Zudem fungierte sie als Vorsitzende des Wissenschaftsforums der Sozialdemokratie. Von 1998 bis 2003 war sie SPD-Landesvorsitzende in Niedersachsen.
Edelgard Bulmahn ist stets als direkt gewählte Abgeordnete des Wahlkreises Stadt Hannover II in den Bundestag eingezogen. Bei der Bundestagswahl 2005 erreichte sie hier 54,3 % der Erststimmen. Bei der Bundestagswahl 2009 erreichte sie hier 39,8 % der Erststimmen, bei der Bundestagswahl 2013 42,8 % der Erststimmen. Bei der konstituierenden Sitzung des Bundestages am 22. Oktober 2013 wurde sie zu einer der Vizepräsidenten des Bundestages gewählt.
Von 1995 bis 1996 war sie Vorsitzende des Ausschusses für Bildung, Wissenschaft, Forschung, Technologie und Technikfolgenabschätzung und von 1996 bis 1998 Fraktions-Sprecherin für Bildung und Forschung. 2005 bis 2009 war sie Vorsitzende des Wirtschaftsausschusses des Deutschen Bundestages, zuletzt ordentliches Mitglied im Auswärtigen Ausschuss. Zur Bundestagswahl 2017 ist Bulmahn wie angekündigt nicht wieder angetreten.

## Bundesministerin für Bildung und Forschung
Ab dem 27. Oktober 1998 war Edelgard Bulmahn in der von Bundeskanzler Gerhard Schröder geführten Bundesregierung Bundesministerin für Bildung und Forschung. Nach dem Kabinett Schröder I gehörte sie auch dem Kabinett Schröder II an.
In ihrer Amtszeit brachte sie grundlegende Reformen der deutschen Bildungs- und Forschungslandschaft auf den Weg. Das von ihr initiierte Forum Bildung, in dem erstmals neben Vertretern von Bund und Ländern auch Sozialpartner, Kirchen, Eltern, Schüler, Auszubildende, Studierende und Wissenschaftler mitwirkten, legte am 19. November 2001 nach zweijähriger Arbeit 12 Empfehlungen zur Neugestaltung des deutschen Bildungswesens vor. Diese zielten auf eine Verbesserung der schulischen Ausbildungsqualität, die Gewährleistung von Chancengleichheit, eine bessere individuelle Förderung und beeinflussten die bildungspolitische Diskussion der darauffolgenden Jahre. Die Empfehlung zum Ausbau der Ganztagsschule setzte Bulmahn gegen den heftigen Widerstand der unionsgeführten Länder mit dem mit vier Milliarden Euro ausgestatteten Investitionsprogramm Zukunft Bildung und Betreuung um. Das Aufstiegsfortbildungsförderungsgesetz wurde von Bulmahn mit der Novellierung vom 20. Dezember 2001 deutlich ausgebaut, was sich in rasch steigenden Teilnehmerzahlen niederschlug. Ihre darüber hinausgehenden Vorschläge zur Reform des deutschen Bildungswesens scheiterten jedoch am Widerstand in den Bundesländern. Nur im Hinblick auf den von Bulmahn vorgeschlagenen Nationalen Bildungsbericht gelang noch eine Verständigung. Bei der beruflichen Bildung kam es in Bulmahns Amtszeit zu einer Vielzahl von Neuerungen, speziell in den Informations- und Kommunikationstechnologien. Das Berufsbildungsgesetz (Deutschland) wurde zum 1. April 2005 erstmals nach 35 Jahren grundlegend novelliert. Ein Nationaler Pakt für Ausbildung und Fachkräftenachwuchs sollte ein ausreichendes Lehrstellenangebot sichern.
Auch das Bundesausbildungsförderungsgesetz (BAföG) wurde von Bulmahn reformiert. Die Freibeträge und Bedarfssätze wurden deutlich angehoben, die Darlehensschulden gedeckelt und die Beschränkungen für ein Auslandsstudium aufgehoben. Mit der Einführung eines vom Elterneinkommen unabhängigen Ausbildungsgeldes, das Kindergeld und familienbezogene Leistungen hätte zusammenfassen sollen, scheiterte sie allerdings am Einspruch von Bundeskanzler Schröder. Nur einen kurzfristigen Erfolg hatte sie mit ihrem Vorhaben, Studiengebühren gesetzlich auszuschließen und eine Studierendenvertretung gesetzlich im Hochschulrahmengesetz zu verankern, da das Bundesverfassungsgericht hierin einen unzulässigen Eingriff in die Gesetzgebungskompetenz der Länder sah. Nachhaltigen Einfluss auf die Entwicklung der deutschen Hochschullandschaft übte Bulmahn mit dem Ausbau der Frauenförderung und der Nachwuchsförderung (Graduiertenkolleg, Graduiertenschule, Emmy Noether-Programm), der Einführung der Juniorprofessur, der Reform der Professorenbesoldung (Besoldungsordnung W), der Bologna-Reform und der Exzellenzinitiative aus. Eine von ihr angestrebte bessere Breitenförderung der Hochschulen scheiterte an den Ländern, die den vorgeschlagenen Pakt für Hochschulen als Eingriff in die Kulturhoheit ablehnten und den Hochschulbau für sich reklamierten.
In der Forschungspolitik setzte Bulmahn Akzente mit dem Programm „Forschung für Nachhaltigkeit“, der erstmaligen Förderung der sozialökologischen Forschung, der Gründung der Deutschen Stiftung Friedensforschung, der Entwicklung eines spezifischen Programms für die Neuen Länder (InnoRegio) und dem Ausbau der Gesundheitsforschung. Neuland beschritt sie mit der gezielten Förderung des Dialogs zwischen Wissenschaft und Bevölkerung im Rahmen von Wissenschaft im Dialog und der Etablierung der Wissenschaftsjahre. Durch den Pakt für Forschung und Innovation erhielten die außeruniversitären Forschungseinrichtungen und die Deutsche Forschungsgemeinschaft finanzielle Planungssicherheit. Insgesamt gelang es Bulmahn trotz der angespannten Haushaltslage, einen deutlichen Mittelzuwachs von knapp 36 % für die Förderung von Bildung und Forschung durchzusetzen. Mit der Wahl von Angela Merkel zur Bundeskanzlerin schied sie am 22. November 2005 aus dem Amt.
Im Rückblick zeigt Bulmahn Verständnis für Kritik an den Auswirkungen von Teilen der in ihre Amtszeit fallenden Hochschulreform: Es sei etwas aus der Balance geraten zwischen Projektfinanzierung auf der einen und Grundfinanzierung auf der anderen Seite. In der Wissenschaft würden zugleich kurzfristiger Wettbewerb und langfristige Planung gebraucht. „Wenn Wissenschaftler aber nur noch Anträge schreiben müssen und gar nicht mehr die Kraft haben, kreativ zu sein und langfristige Forschungsinteressen zu verfolgen, dann ist eine Schieflage entstanden.“ Das gelte ebenso für die Kurzfristigkeit vieler Beschäftigungsverhältnisse: „2006, also kurz nach dem Ende meiner Amtszeit, ist passiert, wogegen ich mich als Ministerin gesperrt habe: dass Drei-, Fünf- oder Neunmonatsverträge en masse erlaubt wurden.“ Zu dem von ihr Erreichten zählt Bulmahn eine stärkere Profilierung und Vernetzung von außeruniversitären Forschungseinrichtungen und Hochschulen. „Das große Problemthema der neunziger Jahre war ja das Nebeneinander und die Erstarrung der einzelnen Einrichtungen. Diese sogenannte Versäulung haben wir dann durchbrochen.“ Als „die hochschulpolitische Notwendigkeit unserer Zeit“ bezeichnet es Bulmahn, die mangelnde Grundfinanzierung der Hochschulen mit Bundesmitteln zu beheben. Bei der Ausgestaltung der Bologna-Reform macht sie Defizite bezüglich der Personalausstattung und des Weiterbildungsangebots aus.

## Weitere Engagements
Edelgard Bulmahn war stellvertretende Vorsitzende der Naturfreunde Deutschlands und gehörte dem Vorstand von Eurosolar an. Sie war Mitglied der Kuratorien des Öko-Instituts, der Arbeitsgemeinschaft industrieller Forschungsvereinigungen „Otto von Guericke“, der Fraunhofer-Gesellschaft, der Volkswagenstiftung, der Stiftung Lesen. und des Beirates von Femtec. Weitere Engagements übernahm sie als Senatorin der Stiftung Niedersachsen, als Schirmherrin der Linden-Limmer-Stiftung und in der Aktion Kindertraum. Außerdem war sie Mitglied des Stiftungsrates der von Georg Zundel gegründeten Berghof Stiftung für Konfliktforschung sowie stellvertretende Vorsitzende des deutsch-amerikanischen Netzwerks Atlantik-Brücke e. V. Bulmahn engagierte sich in der Trilateralen Kommission in Europa und als Jurymitglied des „Innovationswettbewerbs Top 100“, einer Auszeichnung für die innovativsten Unternehmen im deutschen Mittelstand. Sie ist stellvertretendes Kuratoriumsmitglied der Bundeskanzler-Helmut-Schmidt-Stiftung, Mitglied in den Kuratorien Deutsche Telekom Stiftung, Deutsches Institut für Wirtschaftsforschung, Impuls-Stiftung, German Institute of Global and Area Studies sowie Ehrensenatorin der Arbeitsgemeinschaft industrieller Forschungsvereinigungen „Otto von Guericke“.
Seit September 2016 ist Frau Bulmahn erste Vorsitzende des Vereins Lebendiges Linden e. V.

## Preise und Auszeichnungen
Bulmahn erhielt mehrere Preise und Auszeichnungen:
- Christian-Peter-Beuth-Preis (2008)
- Sophie La Roche-Preis des Deutschen Akademikerinnenbundes (2010)
- Ehrendoktorwürde der Deutsch-Jordanischen Universität (2016)
- Harnack-Medaille der Max-Planck-Gesellschaft (2025)[38]